# 小行星1426
小行星1426（1426 Riviera）是一颗围绕太阳公转的小行星。1937年4月1日，瑪格麗特·盧吉埃在尼斯发现了此天体。
該小行星以法國蔚藍海岸命名。
这颗小行星的绝对星等为274.91161等。